# Till Brönner
Till Brönner (1971, Viersen, Alemania, 1971) es un trompetista de jazz alemán. También se desempeña como cantante, productor y compositor. Su estilo combina el bebop y el jazz fusion, e incluye influencias de música pop, de bandas sonoras de películas de musiques de films (en particular de antiguas películas alemanas), de country e incluso de canciones alemanas de carnaval.

## Biografía
Till Brönner se crio en Roma, pero estudió trompeta clásica en Bonn-Bad Godesberg (Alemania), en la escuela jesuita Aloisiuskolleg, antes de interesarse por la trompeta de jazz en la academia de música de Colonia junto a los profesores Jiggs Whigham y Jon Eardley.
En 1993 lanza al mercado su primer álbum, Generations of Jazz, grabado junto con Ray Brown, Jeff Hamilton, Frank Chastenier y Grégoire Peters, que recibió numerosos premios (ej. Preis der deutschen Schallplattenkritik y Preis der deutschen Plattenindustrie).
En el trascurso de su carrera ha tenido la ocasión de trabajar con Dave Brubeck, James Moody, Monty Alexander, Aki Takase, Joachim Kühn, Chaka Khan, Natalie Cole, Tony Bennett, Ray Brown, Johnny Griffin, Ernie Watts, Klaus Doldinger, Nils Landgren y Al Foster, entre otros.
En 2006 aparece su álbum Oceana, en el que participaron Madeleine Peyroux, Luciana Souza y Carla Bruni y en 2008, Rio, junto con Annie Lennox, Aimee Mann, Sérgio Mendes, Milton Nascimento, Melody Gardot, Vanessa da Mata, Luciana Souza y Kurt Elling.

## Discografía
- 1993: Generations of Jazz
- 1995: My Secret Love
- 1996: German Songs
- 1997: Midnight (con Michael Brecker y Dennis Chambers)
- 1998: Love
- 2000: Chattin with Chet (A Tribute to Chet Baker)
- 2001: Jazz Seen (O.S.T.)
- 2002: Blue Eyed Soul
- 2004: That Summer
- 2004: Höllentour (O.S.T.)
- 2006: Oceana
- 2008: Rio
- 2009: Midnight (Verve)
- 2010: At The End Of The Day (Island)

### DVD
- 2005 A Night In Berlin